# Liste der denkmalgeschützten Objekte in Gallspach
Die Liste der denkmalgeschützten Objekte in Gallspach enthält die 7 denkmalgeschützten, unbeweglichen Objekte der Gemeinde Gallspach in Oberösterreich.

## Denkmäler
| Foto |                 | Denkmal                                                                                     | Standort                                           | Beschreibung | Metadaten |
| ---- | --------------- | ------------------------------------------------------------------------------------------- | -------------------------------------------------- | --- | --- |
| ja   | Datei hochladen | Wasserschloss Gallspach und Graben HERIS-ID: 40484 Objekt-ID: 40425                         | Hauptplatz 1 Standort KG: Gallspach                | → Hauptartikel : Wasserschloss Gallspach f1 | BDA-Hist.: Q1620061 Status: Bescheid Stand der BDA-Liste: 2025-06-30 Name: Wasserschloss Gallspach und Graben GstNr.: 109, .118 Wasserschloss Gallspach             |
| ja   | Datei hochladen | Wehranlage HERIS-ID: 85446 Objekt-ID: 99647                                                 | bei Hauptplatz 1 (Schloß) Standort KG: Gallspach   | Die Wehranlage dient der Bewässerung des Burggrabens des Wasserschlosses Gallspach. | BDA-Hist.: Q38185180 Status: § 2a Stand der BDA-Liste: 2025-06-30 Name: Wehranlage GstNr.: 541 Wehranlage Gallspach                                                 |
| ja   | Datei hochladen | Kriegerdenkmal HERIS-ID: 85422 Objekt-ID: 99621                                             | neben Hauptplatz 1 (Schloß) Standort KG: Gallspach | Das Denkmal erinnert an die Gefallenen des Ersten Weltkrieges, deren Namen an den Seiten des Sockels gemeißelt sind. Es stellt einen Krieger dar, der Abschied nimmt von Frau und Kind. | BDA-Hist.: Q38185145 Status: § 2a Stand der BDA-Liste: 2025-06-30 Name: Kriegerdenkmal GstNr.: 530/10                                                               |
| ja   | Datei hochladen | Mariensäule HERIS-ID: 85421 Objekt-ID: 99620                                                | gegenüber Hauptplatz 8-9 Standort KG: Gallspach    | Ein schlichter Granitsockel trägt zwei schlanke Säulen mit einer Marienfigur. Der genaue Anlass zur Aufstellung der Mariensäule ist nicht mehr bekannt. Vermutlich wurde sie aber im 17. Jahrhundert aufgestellt.                                                                                | BDA-Hist.: Q38185135 Status: § 2a Stand der BDA-Liste: 2025-06-30 Name: Mariensäule GstNr.: 530/10                                                                  |
| ja   | Datei hochladen | Wegkapelle Kiener HERIS-ID: 85431 Objekt-ID: 99630                                          | Hauptplatz 11 Standort KG: Gallspach               | Die Kapelle wurde 1885 von Florian und Elisabeth Feilegger erbaut und war die Hauskapelle des Lotte Kiener Hauses. An der Außenfassade erinnert eine Gedenktafel an die Mundartdichterin Klothilde Kiener (1891–1980).                                                                           | BDA-Hist.: Q38185154 Status: § 2a Stand der BDA-Liste: 2025-06-30 Name: Wegkapelle Kiener GstNr.: 240                                                               |
| ja   | Datei hochladen | Kath. Pfarrkirche hl. Katharina, Chor und Turm des Altbaus HERIS-ID: 14599 Objekt-ID: 10837 | bei Kirchengasse 1 Standort KG: Gallspach          | In den Grundmauern stammt die Pfarrkirche aus dem Mittelalter. Bauinschriften zeigen, dass schon 1689 Augustin Freiherr von Ehrhardt das Gotteshaus umbauen ließ. 2005 wurde die Kirche neu gebaut, die alte großteils abgebrochen und die erhaltenen Teile zur Aufbahrungshalle umfunktioniert. | BDA-Hist.: Q2082632 Status: § 2a Stand der BDA-Liste: 2025-06-30 Name: Kath. Pfarrkirche hl. Katharina, Chor und Turm des Altbaus GstNr.: 550 Pfarrkirche Gallspach |
| ja   | Datei hochladen | Friedhof mit Friedhofs- und Totenkapelle HERIS-ID: 85436 Objekt-ID: 99635                   | bei Kirchengasse 8 Standort KG: Gallspach          | | BDA-Hist.: Q38185165 Status: § 2a Stand der BDA-Liste: 2025-06-30 Name: Friedhof mit Friedhofs- und Totenkapelle GstNr.: 233/1, 232, .261                           |